# Acción Democrática Nacionalista
Acción Democrática Nacionalista är ett bolivianskt högerparti, idag lett av Jorge Quiroga, som grundades 23 mars 1979 av Hugo Banzer, efter att denna stigit ner som militärdiktator året innan. Partiet expanderade sedermera till att även inkludera Partido de la Izquierda Revolucionaria och en fraktion av Falange Socialista Boliviana. Banzer ställde som ledare för partiet upp i presidentvalen 1979, 1980, 1985, 1989, 1993 och 1997. Han kom på tredje plats 1979 och 1980, och vann en stor del av rösterna 1985, men eftersom han inte fick de nödvändiga 50% av rösterna för att bli vald direkt valde istället kongressen (i enlighet med den bolivianska författningen) Víctor Paz Estenssoro, som kom på andra plats i valet.
Banzers parti öppnade vid den tidpunkten upp för ett samarbete med partiet Movimiento Nacionalista Revolucionario i en koalitionsregering. ADN skulle efterhand komma att betrakta sig själva som initiativtagarna till de nyliberala ekonomiska reformerna som genomfördes av president Paz för att stoppa den skenande hyperinflationen, repressionen av fackföreningsrörelsen och förminskandet av staten. Banzer placerade sig på andra plats i valet 1989, men kongressen valde istället vänsterpolitikern Jaime Paz Zamora, som placerat sig på tredje plats, och därefter blev president med stöd av ADN. Partiet kom återigen till makten i en koalitionsregering, ledd av Paz Zamora. Banzers ADN hamnade på andra plats i valet 1993, där vinnaren var MNR:s Gonzalo Sánchez de Lozada.
I valet 1997 uppnådde Banzer slutligen sitt mål med att bli en konstitutionellt vald president i Bolivia, då han var 71 år gammal. Han var den första forne diktatorn i Latinamerikas moderna historia som lyckats bli demokratiskt vald och återvända till makten genom valurnan. Under sin tid vid makten inledde han en antidrogkampanj i Bolivia, som innefattade utrotning av kokabuskar, en kontroversiell strategi. Fackföreningsrörelsen kom även nu att vålla honom åtskilliga problem. År 2001 diagnostiserades han med lungcancer, och trots att han hade vunnit ett val som gav honom en mandatperiod på fem år, så avsade han sig presidentskapet den 7 augusti 2001. Han efterträddes av sin vicepresident, Jorge Quiroga. Banzers hälsa sviktade därefter hastigt och han avled den 5 maj 2002.
Efter Banzers avgång blev Quiroga ledare för ADN, men i presidentvalet 2005 kandiderade han för en ny höger-center-koalition vid namnet Poder Democrático Social (PODEMOS, "Social och demokratisk makt"), som inkluderade kärnan i Banzers tidigare politiska stab. Quirogas främsta motståndare var vänsterpolitikern Evo Morales från Movimiento al Socialismo. Morales vann valet och Quiroga hamnade långt efter, men ändock på en andraplats, med 28,6% av rösterna. För närvarande spelar ADN en undanskymd roll, framför allt på grund av Quirogas nya organisation PODEMOS, även om dess struktur, ideologi och anhängare i allt väsentligt är desamma.